# Xysticus rectilineus
Xysticus rectilineus är en spindelart som först beskrevs av O. Pickard-Cambridge 1872.  Xysticus rectilineus ingår i släktet Xysticus och familjen krabbspindlar. Inga underarter finns listade i Catalogue of Life.